# Jacomo Fontana
Pour les articles homonymes, voir Fontana.
Jacomo Fontana ou Giovanni Fontana (1393-1455) était un médecin, naturaliste, physicien, mécanicien et écrivain technique italien auteur d’un Bellicorum instrumentorum liber.

## Biographie
Peu d’éléments biographiques sont connus. Jacomo Fontana serait né vers 1393 et mort vers 1455 : il était donc le cadet de Filippo Brunelleschi et de Konrad Kyeser.
En 1418, il étudia les arts et la médecine à Padoue. Il fut médecin appointé de la République de Venise et appartint en cette qualité, de 1420 à 1430, aux armées qui stationnaient à Brescia.
Fontana appartient à la première génération d’ingénieurs italiens, génération dont les préoccupations furent plus larges que celles des prédécesseurs comme Konrad Kyeser.

## LeBellicorum instrumentorum liber

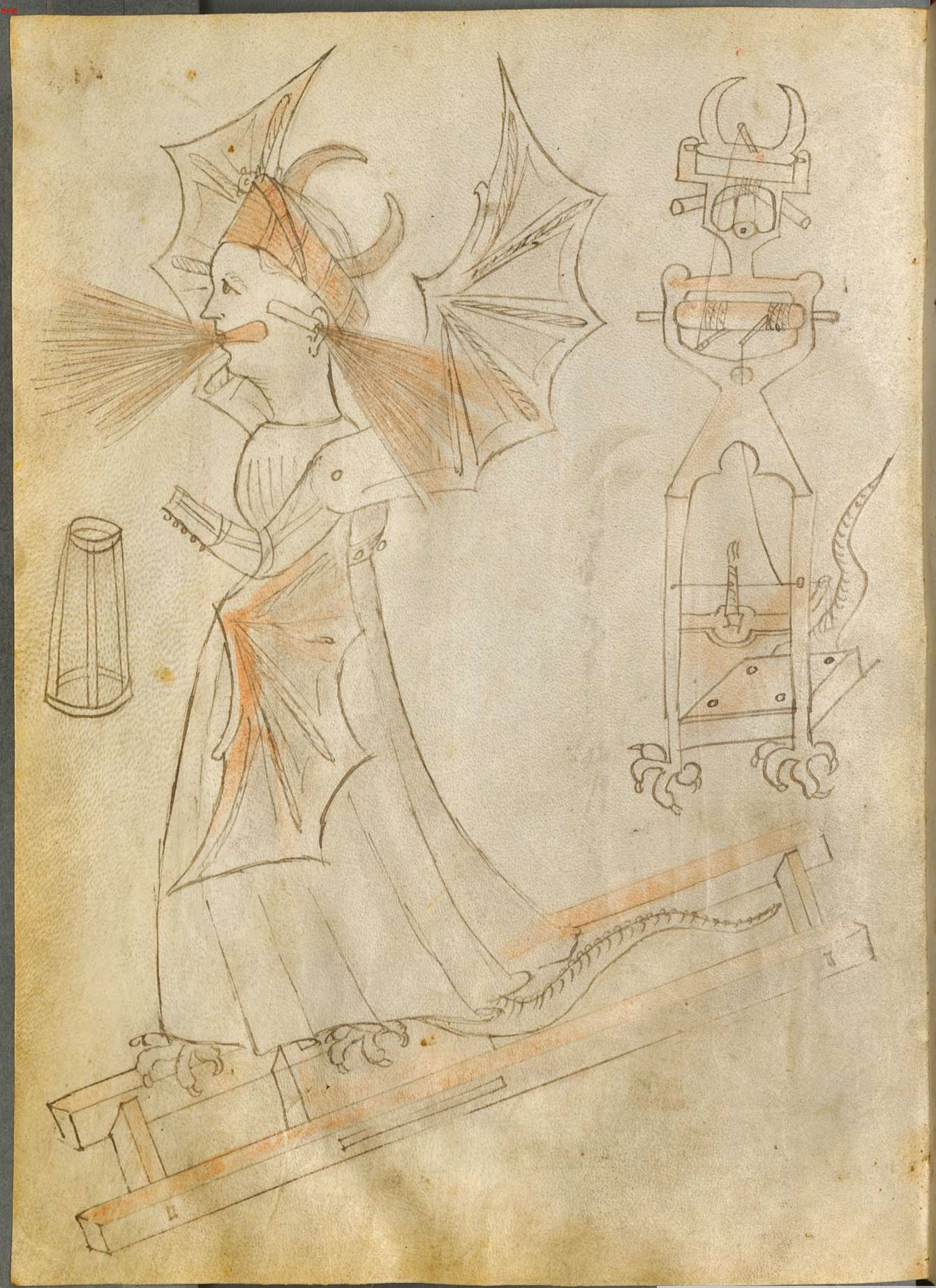
Bellicorum instrumentorum liber
Un automate

Fontana est le premier des italiens dont nous ayons conservé des œuvres écrites et, en particulier un carnet de dessins de machines connu sous le nom complet de Bellicorum instrumentorum Liber, cum figuris et fictitys litoris conscriptus dont le seul exemplaire est conservé à la Bayerische Staatsbibliothek de Munich.
Le livre comprend 70 pages avec plus de 140 illustrations accompagnées de brèves notices, en général la première phrase est en latin, mais la suite est en écriture cryptographique. L'utilisation d'une écriture cryptée a peut-être pour objectif de garantir la propriété de son travail en rendant la lecture plus difficile. Il permet aussi de protéger le contenu et peut aider à se souvenir du texte.
Il s’agit d’un « Théâtre de machine », analogue à ces ouvrages qui vont se multiplier au XVIe siècle.
Son intérêt n’est pas exclusivement militaire. L’hydraulique, les fontaines, et les adductions d’eau sont développés et le principe du siphon est utilisé à plusieurs reprises, siphon que l'on retrouvera dans tous les carnets d’ingénieurs du XVe siècle.
Poursuivant la tradition grecque puis arabe, les automates y tiennent une large place et fonctionnent par toutes sortes de mécanismes dont des transmissions par cordes. C’est également dans l’œuvre de Fontana qu’est repris le dessin de l’éolipyle d'Héron d'Alexandrie. On y trouve quelques machines à abattre les murailles mais rien sur les armes de jet ou l’artillerie .
Jacomo Fontana s’intéressa aux sciences naturelles et à la physique et apparaît ainsi plus savant que praticien.

## Autres publications

### Secretum de thesauro experimentorum ymaginationis hominum
Ce livre (Paris BnF (Mss.), NAL 635) est consacré aux dispositifs mnémoniques, de la mémoire et des expériences de philosophie naturelle. Fontana y a utilisé le même codage pour rédiger les commentaires.
Pour mémoriser, on peut utiliser des instruments internes ou externes. Fontana présente ses instruments externes qui sont de véritables machines avec des rouleaux qui permettent des combinaisons de lettres.

### Della prospettiva
Ce manuscrit, rédigé vers 1455, se trouve à la Biblioteca Riccardiana, Florence, Ricc. 2110. Dans ce manuscrit, Fontana s'intéresse à l'optique.

### Autres écrits
- Nova compositio horologi (Biblioteca Universitaria di Bologna MS 2705 f. 1-52). 1418.

- De horologio aqueo (Biblioteca Universitaria di Bologna MS 2705 f. 53 sg.). Scritto verso il 1417 e dedicato a un amico di nome Poliseo.

- De pisce, cane et volucre (Biblioteca Universitaria di Bologna MS 2705 f. 85-105). 1417-1418.

- De trigono balistario (Oxford, Bodleian Library, MS Canon Misc. 47). Scritto a Udine nel 1440.

- De omnibus rebus naturalibus. Scritto intorno al 1450. È una grande enciclopedia stampata nel 1545 da Ottaviano Scoto a Venezia sotto il falso nome di Pompilio Azzali Piacentino.

## Publication
- Johannes de Fontana, Bellicorum instrumentorum liber cum figuris - BSB Cod.icon. 242, de la Bayerische Staatsbibliothek de Munich   Texte